# 70-XX
Classificazione delle ricerche matematiche: sezioni di livello 1

00-XX 01 03 05 06 08 | 11 12 13 14 15 16 17 18 19 20 22 | 26 28 30 31 32 33 34 35 37 39 40 41 42 43 44 45 46 47 49 | 
 51 52 53 54 55 57 58 | 60 62 65 68 | 70 74 76 78 | 80 81 82 83 85 86 | 90 91 92 93 94 97-XX
70-XX è la sigla della sezione primaria dello schema di classificazione
MSC dedicata alla meccanica delle particelle
e alla meccanica dei sistemi.
La pagina attuale presenta la struttura ad albero delle sue sottosezioni secondarie e terziarie.

## 70-XX
meccanica delle particelle e dei sistemi
{per la meccanica relativistica, vedi 83A05 e 83C10; per la meccanica statistica, vedi 82-XX}
- 70-00 opere di riferimento generale (manuali, dizionari, bibliografie ecc.)
- 70-01 esposizione didattica (libri di testo, articoli tutoriali ecc.)
- 70-02 presentazione di ricerche (monografie, articoli di rassegna)
- 70-03 opere storiche {!va assegnato almeno un altro numero di classificazione della sezione 01-XX}
- 70-04 calcolo automatico esplicito e programmi (non teoria della computazione o della programmazione)
- 70-05 lavoro sperimentale
- 70-06 atti, conferenze, collezioni ecc.
- 70-08 metodi computazionali

## 70Axx
assiomatica, fondamenti
70A05 assiomatica, fondamenti
- 70A99 argomenti diversi dai precedenti, ma in questa sezione

## 70Bxx
cinematica
[vedi anche 53A17]
- 70B05 cinematica di una particella
- 70B10 cinematica di un corpo rigido
- 70B15 meccanismi, robot [vedi anche 68T40, 70Q05, 93C85]
- 70B99 argomenti diversi dai precedenti, ma in questa sezione

## 70Cxx
statica
- 70C20 statica
- 70C99 argomenti diversi dai precedenti, ma in questa sezione

## 70Exx
dinamica di un corpo rigido e dei sistemi ai molti corpi
- 70E05 moto del giroscopio
- 70E15 moto libero dei corpi rigidi [vedi anche 70M20]
- 70E17 moto di un corpo rigido con un punto fisso
- 70E18 moto di un corpo rigido in contatto con una superficie solida [vedi anche 70F25]
- 70E20 metodi perturbativi per la dinamica del corpo rigido
- 70E40 casi di moto integrabili
- 70E45 generalizzazioni a dimensioni superiori
- 70E50 problemi di stabilità
- 70E55 dinamica di sistemi ai molti corpi
- 70E60 dinamica e controllo dei robot [vedi anche 68T40, 70Q05, 93C85]
- 70E99 argomenti diversi dai precedenti, ma in questa sezione

## 70Fxx
dinamica di un sistema di particelle, inclusa la meccanica celeste
- 70F05 problemi ai due corpi
- 70F07 problemi ai tre corpi
- 70F10 problemi agli n corpi
- 70F15 meccanica celeste
- 70F16 collisioni in meccanica celeste, regolarizzazione
- 70F17 problemi inversi
- 70F20 sistemi olonomi
- 70F25 sistemi nonolonomi
- 70F35 collisioni di corpi rigidi o pseudorigidi
- 70F40 problemi con frizione
- 70F45 sistemi ad infinite particelle, dinamica dei reticoli
- 70F99 argomenti diversi dai precedenti, ma in questa sezione

## 70Gxx
modelli, approcci e metodi generali dei sistemi dinamici
[vedi anche 37-XX]
- 70G10 coordinate generalizzate; di evento, impulso-energia, configurazione, stato o spazio delle fasi
- 70G40 metodi topologici e differenzial-topologici
- 70G45 metodi differenzial-geometrici (tensori, connessioni, simplettici, di Poisson, di contatto, riemanniani, nonolonomi ecc.) [vedi anche 53Cxx, 53Dxx, 58Axx]
- 70G55 metodi di geometria algebrica
- 70G60 metodi di sistemi dinamici
- 70G62 simmetrie, metodi di gruppi di Lie e di algebra di Lie
- 70G65 metodi funzional-analitici
- 70G70 metodi variazionali
- 70G99 argomenti diversi dai precedenti, ma in questa sezione

## 70Hxx
meccanica hamiltoniana e meccanica lagrangiana
[vedi anche 37Jxx]
- 70H03 equazioni di Lagrange
- 70H05 equazioni di Hamilton
- 70H06 sistemi completamente integrabili e metodi di integrazione
- 70H07 sistemi nonintegrabili
- 70H08 sistemi hamiltoniani quasi integrabili, teoria KAM
- 70H09 teorie della perturbazione
- 70H11 invarianti adiabatici
- 70H12 soluzioni periodiche e quasi periodiche
- 70H14 problemi di stabilità
- 70H15 trasformazioni canoniche e simplettiche
- 70H20 equazioni di Hamilton-Jacobi
- 70H25 principio di Hamilton
- 70H30 altri principi variazionali
- 70H33 simmetrie e leggi di conservazione, simmetrie inverse, varietà invarianti e loro biforcazioni, riduzione
- 70H40 dinamica relativistica
- 70H45 dinamica dei sistemi? vincolati, teoria di Dirac dei vincoli [vedi anche 70F20, 70F25, 70Gxx]
- 70H50 teorie di ordine superiore
- 70H99 argomenti diversi dai precedenti, ma in questa sezione

## 70Jxx
teoria lineare delle vibrazioni
- 70J10 analisi modale
- 70J25 stabilità
- 70J30 moti liberi
- 70J35 moti forzati
- 70J40 risonanze parametriche
- 70J50 sistemi ottenuti dalla discretizzazione di problemi di vibrazioni strutturali
- 70J99 argomenti diversi dai precedenti, ma in questa sezione

## 70Kxx
dinamica non lineare
[vedi anche 34Cxx, 37-XX]
- 70K05 analisi del piano delle fasi
- 70K20 stabilità
- 70K25 moti liberi
- 70K28 risonanze parametriche
- 70K30 risonanze non lineari
- 70K40 moti forzati
- 70K42 equilibri e traiettorie periodiche
- 70K43 moti quasi-periodici e tori invarianti
- 70K44 traiettorie omocliniche ed eterocliniche
- 70K45 forme normali
- 70K50 biforcazioni ed instabilità
- 70K55 transizione alla stocasticità (comportamento caotico) [vedi anche 37D50]
- 70K60 schemi perturbativi generali
- 70K65 media?averaging di perturbazioni
- 70K70 sistemi con moti lenti e rapidi
- 70K75 modi nonlineari
- 70K99 argomenti diversi dai precedenti, ma in questa sezione

## 70Lxx
vibrazioni casuali [vedi anche 74H50]
- 70L05 vibrazioni casuali [vedi anche 74H50]
- 70L99 argomenti diversi dai precedenti, ma in questa sezione

## 70Mxx
meccanica orbitale
- 70M20 meccanica orbitale
- 70M99 argomenti diversi dai precedenti, ma in questa sezione

## 70Pxx
massa variabile, razzi
- 70P05 massa variabile, razzi
- 70P99 argomenti diversi dai precedenti, ma in questa sezione

## 70Qxx
controllo dei sistemi meccanici [vedi anche 60Gxx, 60Jxx]
- 70Q05 controllo dei sistemi meccanici [vedi anche 60Gxx, 60Jxx]
- 70Q99 argomenti diversi dai precedenti, ma in questa sezione

## 70Sxx
teorie di campo classiche
[vedi anche 37Kxx, 37Lxx, 78-XX, 81Txx, 83-XX]
- 70S05 formalismo lagrangiano e formalismo hamiltoniano
- 70S10 simmetrie e leggi di conservazione
- 70S15 teoria di Yang-Mills ed altre teorie di gauge
- 70S20 teorie di campo nonquantistiche più generali
- 70S99 argomenti diversi dai precedenti, ma in questa sezione